# Oasis
För andra betydelser, se Oasis (olika betydelser).
Oasis är ett brittiskt rockband från Manchester, bildat 1991 ur gruppen The Rain. Bandets frontfigurer är bröderna Liam och Noel Gallagher. Med 70 miljoner sålda album i världen är bandet mest känt för sina två första album,  Definitely Maybe och (What's the Story) Morning Glory?, med låtarna "Wonderwall", "Live Forever" och "Don't Look Back In Anger".
Bandets musikstil hörde ursprungligen till den så kallade britpopen, som fick stort genomslag i Europa i mitten av 1990-talet.[källa behövs]
Samtliga av bandets sju studioalbum toppade den brittiska försäljningslistan och man hade åtta singellistettor under de 16 år man släppte ny musik. 22 raka singlar nådde dessutom topp 10-positioner i den brittiska försäljningsstatistiken.
Den 28 augusti 2009 lämnade Noel Gallagher bandet, och det spekulerades en period att bandet skulle upplösas. Efter en tid bildade Liam Gallagher tillsammans med de andra kvarvarande medlemmarna ett nytt band vid namn Beady Eye. Noel Gallagher fortsatte sin musikkarriär som soloartist med bandet Noel Gallagher's High Flying Birds. Oasis upplöstes officiellt i februari 2010. Den 27 augusti 2024 meddelade bandet att de kommer återförenas och genomföra konserter år 2025.

## Historia

### 1990-talet
The Rain var det Manchester-baserade band som så småningom utvecklades till Oasis. Bandet bildades i slutet av 1980-talet av Paul Arthurs, Paul McGuigan och Tony McCarroll. Den ursprungliga sångaren var Chris Hutton, och bandet repade ofta i Boneheads garage i en klassisk DIY-anda med stulna pubmöbler, begagnade soffor och hemmagjorda affischer.
The Rain hade ett gitarrdrivet sound influerat av samtida Manchester-band som The Stone Roses och Joy Division, men med en mer rå och mindre kommersiell framtoning än vad Oasis senare skulle bli kända för. Repertoaren inkluderade originallåtar som ”Take Me”, ”Rooftop Rave” och ”All of You”, som blandade Madchester-influerade rytmer med postpunk och jangle-pop. Vissa låtar bar drag av det som senare skulle känneteckna Oasis – exempelvis delar av ”All of You”, vars refräng påminner starkt om Shakermaker.
Bandet spelade på flera lokala klubbar, framför allt The Boardwalk i Manchester, där de snabbt började bygga ett rykte som ett lovande liveband. En av höjdpunkterna kom när de överträffade ett annat band som egentligen var bokat som huvudakt, något som stärkte självförtroendet hos medlemmarna. De började spela in demos och siktade mot ett skivkontrakt.
Trots detta började relationerna inom bandet att knaka. Chris Hutton kände sig gradvis utanför när Guigsy och Bonehead började dra sig undan, och spänningar växte. Slutligen blev han informerad – kort och kyligt – att bandet skulle splittras. I själva verket hade de andra medlemmarna redan börjat planera för en ny framtid.
Kort därefter ersattes Hutton som sångare av Liam Gallagher, vilket markerade början på Oasis. Bandnamnet ändrades, och med tiden anslöt även Liams äldre bror Noel Gallagher, vilket blev startskottet för bandets genombrott och framtida internationella framgång. Gallagher fick uppslaget till bandets namn från en affisch föreställande rockbandet Inspiral Carpets i sitt och brodern Noels gemensamma rum. Bandet hade enligt affischen spelat på Oasis Leisure Centre i Swindon. Noel anslöt sedan till Oasis 1991, och kom att bli bandets frontfigur och låtskrivare. Deras första album Definitely Maybe släpptes sommaren 1994. Skivan, med singelhits som "Supersonic" och "Live Forever", blev en kritikersuccé och Storbritanniens mest sålda debutalbum. Duon gjorde sin första Sverige-konsert på Hultsfredsfestivalen sommaren 1994 (på Sahara-tältscenen). Uppföljaren (What's the Story) Morning Glory? är Storbritanniens tredje mest sålda album någonsin, med singlar som "Wonderwall" och "Don't Look Back In Anger".
1996 spelade bandet under två kvällar för 250 000 fans i Knebworth, Hertfordshire, vilket var brittiskt publikrekord.
I augusti 1997 kom bandets tredje album, Be Here Now. Oasis benämndes då som Storbritanniens största band och skivan sålde i fler än 600 000 exemplar endast under de första fyra dagarna i handeln. Albumet hyllades i samband med utgivningen, men kritiken har i efterhand hårdnat mot albumet, som spelades in under en period då bandmedlemmarnas kokainmissbruk var som störst. Krisen som följde var på god väg att splittra bandet. Noel Gallagher lämnade bandet flera gånger, för att återvända bara veckor senare. 1999 lämnade två av bandets originalmedlemmar, gitarristen Paul Arthurs och basisten Paul McGuigan bandet. Noel och Liam bestämde sig dock för att skaffa nya musiker och fortsätta de pågående studioinspelningarna.

### 2000-talet
Albumet Standing on the Shoulder of Giants släpptes 2000 och fick dålig kritik av såväl recensenter som fans. Därefter gavs albumen Heathen Chemistry (2002) och Don't Believe the Truth (2005) ut.
Oasis släppte mot sin vilja ett samlingsalbum Stop the Clocks den 20 november 2006. Albumet var påtvingat av Sony efter en överenskommelse i kontraktet. Skivan innehåller låtar som bandet valt ut. Sångaren Liam Gallagher har i efterhand kommit med invändningar, bland annat mot att gruppens tredje album, Be Here Now, inte alls finns representerat på samlingen.
Under 2008 släppte Oasis albumet Dig Out Your Soul med "The Shock of the Lightning" som första singel. Efter skivsläppet turnerade bandet över världen.
Noel har varit den som skrivit flest låtar, och hade fram till albumet Don't Believe the Truth skrivit samtliga låtar med tre undantag. På de två senaste albumen har dock samtliga medlemmar bidragit med egna låtar (med undantag av Zak Starkey). Övriga bandmedlemmar (Liam och Noel var de enda kvarvarande ursprungsmedlemmarna) var då Gem Archer på gitarr, Andy Bell på basgitarr och Beatles-trummisen Ringo Starrs son Zak Starkey på trummor. Från den 12 maj 2008 var dock Zak Starkey inte längre bandets trummis då Chris Sharrock tog över rollen. 
Noel och Liams relation hade under många år kantats av bråk och försämrades rejält under världsturnén 2009, vilket kulminerade i ett jättegräl inför en konsert i Paris. Liam slog sönder Noels gitarr och konserterna de nästkommande dagarna ställdes in. 28 augusti 2009 meddelade Noel genom ett uttalande att han lämnar Oasis. Liam, som ryktesvis planerade att fortsätta med Oasis, satte dock fart på spekulationer om att bandet skulle läggas ner i oktober 2009. I en intervju med engelska The Times berättade han att han kommer satsa på sitt eget klädmärke Pretty Green och framtida soloprojekt inom musiken. I december framkom emellertid uppgifter om att bandets kvarvarande medlemmar skulle starta ett nytt band med namnet Beady Eye, som kom att släppa två studioskivor innan de splittrades år 2014. Noel ägnade sig istället åt en solokarriär och bildade 2010 Noel Gallagher's High Flying Birds.
Efter 15 års tystnad meddelade bröderna Gallagher 2024 att Oasis skulle återförenas och genomföra en världsturné under 2025. Nyheten väckte stor uppmärksamhet i media.

## Utmärkelser och listplaceringar
Bandets album har fått flera utmärkelser, bland annat har deras debutalbum Definitely Maybe utsetts till 17:e bästa albumet någonsin av musiktidningen Rolling Stone ((What's the Story) Morning Glory? kom på plats nummer 70 på samma lista), och var fram tills Arctic Monkeys Whatever People Say I Am, That's What I'm Not det snabbast säljande debutalbumet någonsin i engelsk historia. Det tredje studioalbumet Be Here Now var länge det snabbast säljande albumet någonsin i Storbritanniens historia, såld i 695 761 exemplar efter bara 4 dagar, efter samma tid låg albumet på första plats på listor i 28 länder. Rekordet blev senare slaget av Adeles album 25.
Definitely Maybe har utsetts till bästa album någonsin av publiken till den brittiska albumlistan. I omröstningen slog Oasis band såsom Beatles, The Smiths, Stone Roses, Rolling Stones och Radiohead.
Under Rockbjörnen år 1995 blev bandet "årets utländska grupp" och albumet (What's the Story) Morning Glory? fick utmärkelsen "årets utländska skiva".

## Diskografi

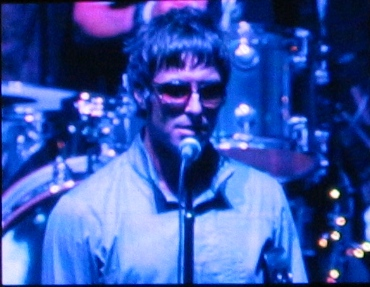
Liam Gallagher 2005.

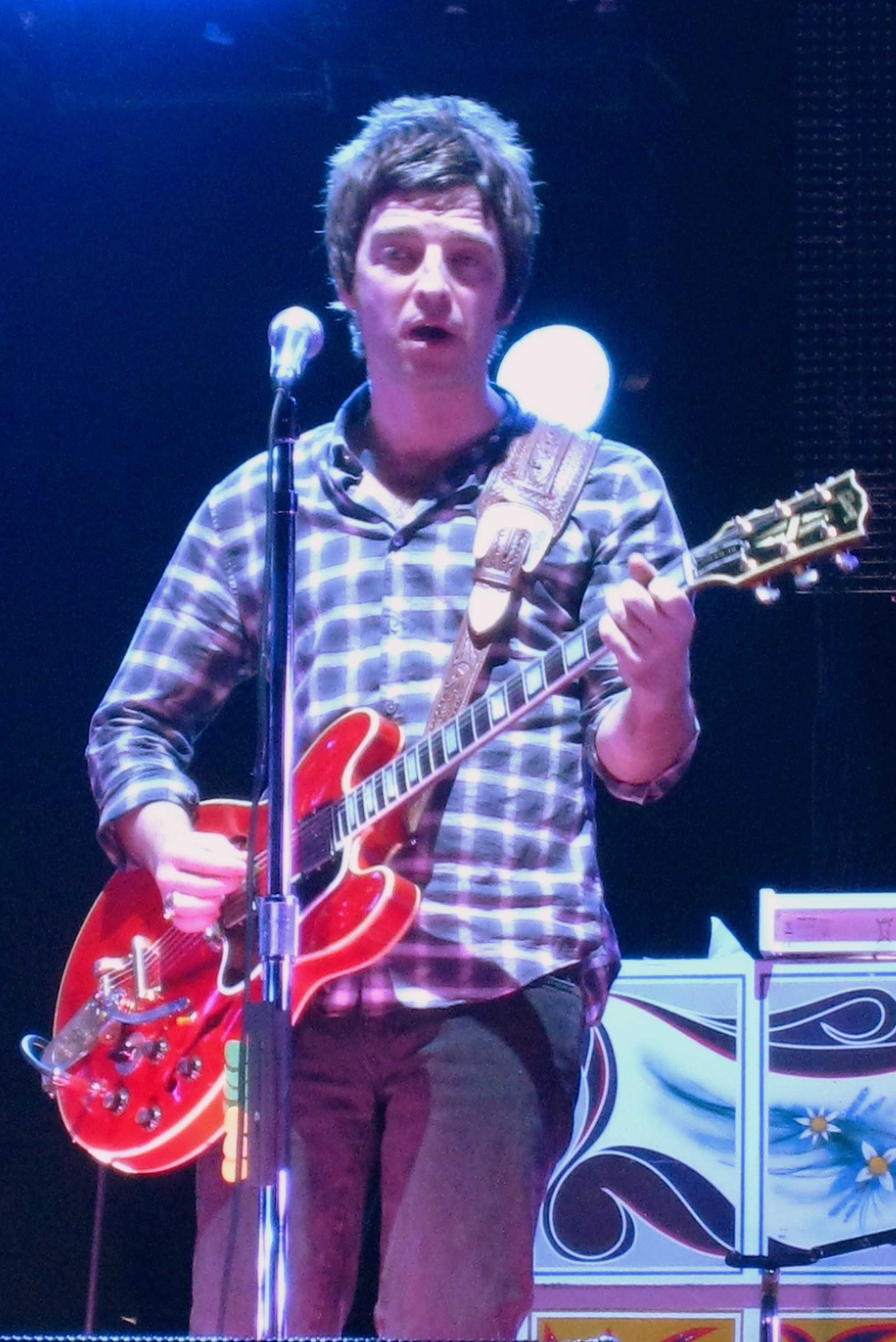
Noel Gallagher 2008.

### Studioalbum
- Definitely Maybe (30 augusti 1994)
- (What's the Story) Morning Glory? (2 oktober 1995)
- Be Here Now (21 augusti 1997)
- Standing on the Shoulder of Giants (28 februari 2000)
- Heathen Chemistry (1 juli 2002)
- Don't Believe the Truth (30 maj 2005)
- Dig Out Your Soul (6 oktober 2008)

### Samlingsalbum
- The Masterplan (2 november 1998) – Samling med B-sidor från de tre första studioalbumen
- Stop the Clocks (20 november 2006)

### Livealbum
- Familiar to Millions (13 november 2000)

### Singlar
| Namn                             | Datum             |
| -------------------------------- | ----------------- |
| "Supersonic"                     | 11 april 1994     |
| "Shakermaker"                    | 13 juni 1994      |
| "Live Forever"                   | 8 augusti 1994    |
| "Cigarettes & Alcohol"           | 10 oktober 1994   |
| "Whatever"                       | 18 december 1994  |
| "Some Might Say"                 | 24 april 1995     |
| "Roll with It"                   | 14 augusti 1995   |
| "Morning Glory"                  | 15 september 1995 |
| "Wonderwall"                     | 30 oktober 1995   |
| "Don't Look Back in Anger"       | 19 februari 1996  |
| "Champagne Supernova"            | 13 maj 1996       |
| "D'You Know What I Mean?"        | 7 juli 1997       |
| "Stand by Me"                    | 22 september 1997 |
| "All Around the World"           | 12 januari 1998   |
| "Don't Go Away"                  | 13 maj 1998       |
| "Go Let It Out"                  | 7 februari 2000   |
| "Who Feels Love?"                | 17 april 2000     |
| "Sunday Morning Call"            | 3 juli 2000       |
| "The Hindu Times"                | 15 april 2002     |
| "Stop Crying Your Heart Out"     | 17 juni 2002      |
| "Little by Little/"She Is Love"" | 23 september 2002 |
| "Songbird"                       | 3 februari 2003   |
| "Lyla"                           | 16 maj 2005       |
| "The Importance of Being Idle"   | 22 augusti 2005   |
| "Let There Be Love"              | 28 november 2005  |
| "Lord Don't Slow Me Down"        | 21 oktober 2007   |
| "The Shock of the Lightning"     | 22 september 2008 |
| "I'm Outta Time"                 | 1 december 2008   |
| "Falling Down"                   | 9 mars 2009       |

## Medlemmar
| 1991–1993 | 1999–2004 | 2009-2010 |  |
| --- | --- | --- |  |
| - Liam Gallagher: sång, percussion - Paul "Bonehead" Arthurs: gitarr - Paul "Guigsy" McGuigan: basgitarr - Tony McCarroll: trummor                       | - Liam Gallagher: sång, percussion - Noel Gallagher: sång, gitarr - Gem Archer: gitarr - Andy Bell: basgitarr - Alan White: trummor     | - Liam Gallagher: sång, percussion - Gem Archer: gitarr - Andy Bell: gitarr, basgitarr - Chris Sharrock: trummor |  |
| 1993–1995 | 2004–2008 | |  |
| - Liam Gallagher: sång, percussion - Noel Gallagher: sång, gitarr - Paul "Bonehead" Arthurs: gitarr - Paul McGuigan: basgitarr - Tony McCarroll: trummor | - Liam Gallagher: sång, percussion - Noel Gallagher: sång, gitarr - Gem Archer: gitarr - Andy Bell: basgitarr - Zak Starkey: trummor    | |  |
| 1995–1999 | 2008–2009 | |  |
| - Liam Gallagher: sång, percussion - Noel Gallagher: sång, gitarr - Paul "Bonehead" Arthurs: gitarr - Paul McGuigan: basgitarr - Alan White: trummor     | - Liam Gallagher: sång, percussion - Noel Gallagher: sång, gitarr - Gem Archer: gitarr - Andy Bell: basgitarr - Chris Sharrock: trummor | |  |

### Tillfälliga medlemmar
- Scott McLeod – basgitarr (september 1995 – oktober 1995)
- Matt Deighton – gitarr (maj 2000 – juli 2000)
- Steve White – trummor (sommaren 2001)
- Terry Kirkbride – trummor (våren 2004)